# Sammalsaari (ö i Norra Karelen)
Sammalsaari är en ö i Finland. Den ligger i sjön Vaikkojärvi och i kommunen Juga i den ekonomiska regionen  Joensuu ekonomiska region  och landskapet Norra Karelen, i den centrala delen av landet, 400 km nordost om huvudstaden Helsingfors. Öns area är 0,4 hektar och dess största längd är 130 meter i sydöst-nordvästlig riktning.